# Бульбостилис
Бульбостилис (лат. Bulbostylis, от др.-греч. βολβός — луковица и лат. stylus — столбик) — род травянистых растений семейства Осоковые (Cyperaceae).

## Описание
Однолетние и многолетние травянистые растения. Стебли невысокие; листья нитевидные, скучены у основания.
Соцветие конечное: сложный или простой зонтик. Колоски многоцветковые, цилиндрические, сидячие при основании лучей. Цветки с околоцветными чешуями расположены спирально, нижние 1—2 бесплодные; околоцветные щетинки отсутствуют. Тычинок 2—3, редко 1. Столбик с 3 рыльцами, гладкий, у основания луковицеобразно утолщенный, утолщенная часть при созревании остаётся на верхушке орешка.
Плод — широко-яйцевидный, тупо-трёхгранный, поперечно рубчатый орешек.

## Виды
По информации базы данных The Plant List (2013), род включает 217 видов. Некоторые из них:
- Bulbostylis capillaris (L.) Kunth ex C.B.Clarke typus[2] — Бульбостилис волосовидный
- Bulbostylis densa (Wall.) Hand.-Mazz. — Бульбостилис густой
- Bulbostylis hispidula (Vahl) R.W.Haines — Бульбостилис Воронова
- Bulbostylis tenerrima (Fisch. & C.A.Mey. ex Ledeb.) Palla — Бульбостилис тончайший